# Mouad Sahoufi
Mouad Sahoufi (ur. 28 grudnia 1995) – marokański piłkarz, grający na pozycji ofensywnego pomocnika. W sezonie 2021/2022 zawodnik Widadu Témara. 

## Kariera klubowa

### Wydad Casablanca i wypożyczenie (2017–2019)
Zaczynał karierę w Wydadzie Casablanca, gdzie grał w rezerwach.
21 września 2017 roku został wypożyczony do Renaissance Berkane. Zadebiutował tam 23 września w meczu przeciwko OC Safi, wygranym 1:0. Zagrał 34 minuty. Pierwszą asystę zaliczył 4 stycznia 2018 roku w meczu przeciwko Wydadowi Casablanca, wygranym 2:1. Asystował przy golu w 77. minucie. Łącznie zagrał 12 meczów, zaliczając też asystę.
Do Wydadu wrócił pod koniec sezonu 2017/18.

### Rapide Oued Zem (2019)
16 stycznia 2019 roku został zawodnikiem Rapide Oued Zem. W tym zespole zadebiutował 2 lutego w meczu przeciwko Ittihadowi Tanger, przegranym 0:1. Zagrał 31 minut. Łącznie zagrał 4 mecze.

### Dalsza kariera (2019–)
1 sierpnia 2019 roku trafił do Widadu Témara.